# 霧矢大夢
霧矢大夢（10月2日—），前寶塚歌劇團月組TOP STAR（主演男役）。
生於大阪府岸和田市。血型O型。身長167cm。大阪府立久米田高等学校肄業。愛稱：「きりやん」「いとーちゃん」「きりちゃん」。
姊姊是劇團四季的現役女役者・井藤湊香。愛犬為French Bulldog（法國鬥牛犬）的フィンチ（Finch）。2003年時曾因重病入院療養（後敘），出院為契機而開始飼養。曾表示：「すっかりはまってしまった。」（完全被Finch迷倒。）
同時，與在國際上相當活躍的女性指揮家・西本智実，是同一間巴蕾舞教室的同學兼友人。

## 略歷
為岸和田市某文化財關係者之次女。
1992年，寶塚音樂學校入学。
1994年，以寶塚歌劇團80期生的首席之姿入團。同期生有千ほさち（現・森ほさち、前花組TOP娘役）、彩吹真央（前雪組男役）、百花沙里（前星組娘役）等人。
初舞台公演為同年3月的『ブラック・ジャック 危険な賭け／火の鳥（怪醫黑傑克之危險賭注／火之鳥）』。
隨後花組配屬。1996年，入團第三年（研3）時，拔擢主演『ハウ・トゥー・サクシード（How to Succeed）』之新人公演（Finch役）（初次新公主役）。
1997年，組替至月組。
1999年，擔任『ノバ・ボサ・ノバ』單獨新人公演，備受好評。同年10月，參與初次的海外公演－中國公演（北京・上海）『夢幻花絵巻／ブラボー！タカラヅカ』。2000年，再度參加海外公演－柏林公演。7月，以『更に狂はじ』一劇，在バウホール（Bow Hall）初主演（與大和悠河雙主演）。9月，主演『ゼンダ城の虜（古堡藏龍）』之新人公演。這段時期，經常與月組的中堅男役汐美真帆、大空祐飛、大和悠河4人為團體活動（通稱:シューマッハ），並與當時的TOP STAR真琴つばさ，一起參與電視節目的錄影。。
2001年擔任東京寶塚劇場落成紀念公演『いますみれ花咲く』的開幕獨唱、『ESP!』的Étoilé、翌年於『Guys & Dolls』一劇中，飾演女役的アデレイド（Adelaide）等等，特別以歌聲實力著稱在劇團中活躍。並且在Bow Hall的單獨初主演備受好評之下，當眾人皆認為未來充滿無限希望之時，隔年2003年夏天卻因身體不適，在『シニョール・ドン・ファン（唐胡安）』公演期間休演（代役為北翔海莉）。之後被診斷出患有初期的膠原病，因此住院休養約兩個多月，同時原預定主演的『なみだ橋えがお橋』也不得不休演（代役為月船さらら）。所幸於同年的冬天，在『薔薇の封印』中成功回歸至舞台上。
2008年8月，在博多座上演的『ME AND MY GIRL』中擔任主角。
2009年12月22日，榮獲平成21年度文化廳藝術祭－演劇部門的新人賞。
2009年12月28日，瀬奈じゅん退團之後，與從星組組替至月組的蒼乃夕妃，就任為月組的TOP STAR。
2010年4月，隨著雪組的彩吹真央退團，成為現役80期生的最後一人。
2011年10月，宣佈於2012年4月公演的『愛德華八世』『Misty Station』退團。
2011年7月、歌劇團的2010年度賞、優秀賞得獎。
2012年4月22日、『エドワード8世－王冠を賭けた恋－／Misty Station』 東京公演千秋楽退團。與TOP娘役蒼乃一起畢業。

## 主要舞台作品

### 花組時代
- 1996年6～11月，「How to Succeed」新人公演/フィンチ（Finch）（第１部）（本役：真矢みき）　※新公初主演
- 1997年2～6月，「失われた楽園（失去的樂園）/サザンクロス・レビュー」新人公演/マックス（本役：海峡ひろき）
- 1997年，香寿たつき Dinner Show「Kojuの森」

### 月組時代
- 1997年11月，東京寶塚劇場公演「EL DORADO」新人公演/ガルシア（本役：初風緑）
- 1998年2～7月：「ウエスト・サイド物語（西城故事）」ベイビー・ジョン（Baby John） 新人公演/ベルナルド（Bernardo）（本役：紫吹淳）
- 1998年9月～1999年2月，「黒い瞳/ル・ボレロ・ルージュ」コロス 新人公演/シヴァーブリン（本役：初風緑）
- 1999年5～6月，「螺旋のオルフェ/ノバ・ボサ・ノバ」ピエロ 新人公演/ソール（本役：真琴つばさ）　※新公單獨初主演
- 2000年2～4月，寶塚大劇場公演「LUNA-月の伝言-/BLUE MOON BLUE」ビル 新人公演/ブライアン（本役：紫吹淳）
- 2000年6～7月，德國柏林公演「宝塚雪・月・花/サンライズ・タカラヅカ」
- 2000年7月，Bow Hall公演「更に狂はじ」観世元重 ※Bow 初主演
- 2000年9～11月，寶塚大劇場公演「古堡藏龍/ジャズマニア」ウィルヘルム 新人公演/ルドルフ（本役・真琴つばさ）　※新公主演
- 2001年1～2月，東京寶塚劇場公演「いますみれ花咲く/愛のソナタ」オルグ
- 2001年3月，シアター・ドラマシティ公演「Practical Joke」マウロ
- 2001年5～7月，寶塚大劇場公演「愛のソナタ/ESP!」オルグ
- 2001年8～9月，東京宝塚劇場公演「大海賊/ジャズマニア」聞き耳
- 2001年10～11月，全國巡迴公演「大海賊/ジャズマニア」キッド
- 2002年1～5月，「Guys & Dolls」Adelaide
- 2002年6～7月，Bow Hall、日本青年館公演「SLAPSTICK」　※Bow單獨初主演
- 2002年9～12月，「長い春の果てに/With a Song in My Heart」
- 2003年4～8月，「花の宝塚風土記/唐璜」ジョゼッペ
- 2003年11月～04年3月，「薔薇の封印」クリフォード/ルイ14世（路易十四）（二役）
- 2004年4～5月，Bow Hall、日本青年館公演「愛しき人よ」遠藤和実 ※主演
- 2004年8～11月，「La Esperanza-いつか叶う-/TAKARAZUKA舞夢!」ファビエル（劇）、ポセイドン（海神波賽頓）（Show）

花組特別出演。為寶塚歌劇90周年紀念的相關公演的一環，通稱＂男役2番手特別出演企劃＂。
- 2005年2～5月，「エリザベート（伊莉莎白）」ルキーニ（Luigi Lucheni）
- 2005年7月，梅田芸術劇場公演「Ernest in Love」アルジャノン （Algernon）
- 2005年9月，外部出演「平成若衆歌舞伎・花競かぶき絵巻」出雲阿國
- 2005年9～12月，「JAZZYな妖精たち/REVUE OF DREAMS」ウォルター
- 2005年12月～06年1月，外部出演「Broadway Gala Concert 2005-2006」
- 2006年1月，「ベルサイユのばら（凡爾賽玫瑰）」オスカル（奧斯卡）　※星組特別出演
- 2006年1～2月，中日劇場公演「あかねさす紫の花/Revue of Dreams」中大兄皇子
- 2006年5～8月，「暁のローマ/レ・ビジュー・ブリアン」アントニウス（Mark Antony）
- 2006年10月，日生劇場公演「Oklahoma!」ジャッド・フライ（Jud Fry）
- 2007年1～4月，「パリの空よりも高く/ファンシー・ダンス（Fancy Dance）」ギュスターヴ・エッフェル（Alexandre Gustave Eiffel）
- 2007年5～6月，Bow Hall、日本青年館公演「大坂侍～けったいな人々」鳥居又七　※主演
- 2007年8～11月，「MAHOROBA/マジシャンの憂鬱」ボルディジャール
- 2007年12～08年1月，ドラマシティ、日本青年館公演「『A-“R”ex』－如何にして大王アレクサンダーは世界の覇者たる道を邁進するに至ったか－」ディオニュソス（戴奧尼索斯）
- 2008年3月～7月，「ME AND MY GIRL」ジョン卿（Sir John）
- 2008年8月，博多座公演「ME AND MY GIRL」ビル／ウィリアム（Bill Snibson）　※主演
- 2008年11月～09年2月，「夢浮橋/Apasionado!!」薰
- 2009年5月～8月，「エリザベート（伊莉莎白） 」フランツ・ヨーゼフ（Franz Josef I）
- 2009年10月～12月，「ラスト・プレイ/Heat on Beat!」ムーア

### 月組Top Star時代
- 2010年2月，中日劇場公演「紫子/Heat on Beat!」紫子/佐伯碧生（2役） （页面存档备份，存于）
- 2010年4月～7月，「THE SCARLET PIMPERNEL」パーシー・ブレイクニー （页面存档备份，存于）
- 2010年9月～11月，「ジプシー男爵（吉普賽男爵）/Rhapsodic Moon」シュテルク・バリンカイ（Sándor Barinkay） （页面存档备份，存于）
- 2010年12月~2011年1月，梅田，東京特別公演　STUDIO 54
- 2011年3月~5月，「バラの国の王子～ボーモン夫人作「美女と野獣」より～（薔薇之國的王子－改編自維倫紐夫夫人版本的美女與野獸）／ONE－」
- 2011年7-10月、『アルジェの男』ジュリアン・クレール／『Dance Romanesque』[12]
- 2011年11-12月、全国ツアー『我が愛は山の彼方に』朴秀民／『Dance Romanesque』
- 2012年2-4月、『エドワード8世-王冠を賭けた恋-』デイヴィッド・ウィンザー／『Misty Station-霧の終着駅-』 ＊退団公演

## 註脚
1. ↑  出自ザ・タカラヅカ　月組特集2003年。
2. ↑  其他方面、也曾在2000年時期，單獨拍攝關西地區限定的大阪市信用金庫電視廣告。

## 外部連結
- 宝塚歌劇団 （页面存档备份，存于）
- 公式プロフィール （页面存档备份，存于）
- 東京都會電視台網站霧矢大夢簡介宝塚カフェブレイク登場人物霧矢大夢，存档于Archive.today（存檔日期 20250423）